# تیرنو باه
تیرنو باه (انگلیسی: Thierno Bah؛ زادهٔ ۵ اکتبر ۱۹۸۲) بازیکن فوتبال اهل گینه بود.
از باشگاه‌هایی که در آن بازی کرده است می‌توان به باشگاه فوتبال التعاون عربستان سعودی، باشگاه فوتبال میرن، باشگاه فوتبال نوشاتل زاماکس، باشگاه فوتبال لوزان-اسپورت، و باشگاه فوتبال سروت اشاره کرد.
وی همچنین در تیم‌های ملی فوتبال زیر ۲۱ سال سوئیس و گینه بازی کرده است.